# Anton Sjkaplerov
Anton Nikolajevitsj Sjkaplerov (Russisch: Анто́н Никола́евич Шка́плеров; Oekraïens: Антон Миколайович Шкаплеров Anton Mykolayovytsj Shkaplerov) (Sebastopol, 20 februari 1972) is een in Oekraïne geboren Russisch voormalig ruimtevaarder.

## Biografie
Sjkaplerov werd in 1972 geboren in Sebastopol in de Krimse Oblast van de Oekraïense Socialistische Sovjetrepubliek. Hij volgde als 17-jarige een cursus als Jak-52-piloot aan de aeroclube van Sebastopol in 1989. Na zijn afstuderen trad hij toe tot de Militaire Luchtvaartacademie Katsja in Wolgograd in toenmalige Russische Socialistische Federatieve Sovjetrepubliek, waar hij in 1994 afstudeerde als piloot-ingenieur. Drie jaar later werd hij luchtmacht-ingenieur. Hij is tevens vlieginstructeur voor Mig-29-jets en parachute-instructeur. Hij heeft meer dan 300 officiële militaire sprongen gedaan.
In mei 2003 werd Sjkaplerov geselecteerd voor de opleiding tot kandidaat-kosmonaut in het Gagarin-kosmonautentrainingscentrum in Sterrenstad. Tussen 2003 en 2005 voltooide hij de basisopleiding. In 2007 was hij operationeel directeur van het Russische ruimteagentschap in het Amerikaanse Johnson Space Center.
Op 14 november 2011 vertrok hij naar het Internationaal ruimtestation ISS als commandant van de Sojoez TMA-22. Hij fungeerde er als vluchtingenieur gedurende ISS-Expeditie 29 en 30.
Sjkaplerovs derde ruimtevlucht Sojoez MS-07 vond plaats in december 2017. Hij verbleef 6 maanden aan boord van het Internationaal ruimtestation ISS voor ISS-Expeditie 54 en ISS-Expeditie 55. Tijdens deze missie maakte hij samen met Aleksandr Misoerkin op 2 februari 2018 een ruimtewandeling van 8 uur en 13 minuten, langer dan eerdere Russische ruimtevaarders.
In 2023 beëindigde Sjkaplerov zijn loopbaan als ruimtevaarder.